# ギリシャ神話劇場 神々と人々の日々
『ギリシャ神話劇場 神々と人々の日々』（ギリシャしんわげきじょう かみがみとひとびとのひび）は、増田こうすけによる日本のギャグ漫画である。ギリシャ神話をモチーフとしている。『ジャンプ改』（集英社）にて、創刊号（2011年Vol.1）から最終号（2014年11月号）まで連載。その後、『小説すばる』（同）に移籍して、2015年3月号から2022年1月号まで連載。作者の増田が同誌で『あの頃の増田こうすけ劇場 ギャグマンガ家めざし日和』を連載している間は休載されていた。
本作を原作として2020年4月より、TOKYO MX（4月6日から）とBS11（4月9日 から）でテレビドラマが放送されている。

## 概要
- 増田こうすけの連載作品の1つ『ギャグマンガ日和』は基本的に一話完結で、「聖徳太子」や「松尾芭蕉」などの継続シリーズ以外は世界観も一新していたため、本作『神々と人々の日々』は、一つの世界を描くことを念頭においている[5]。
- 2020年2月4日、同年4月よりTOKYO MXにてテレビドラマ化、また、同年5月に渋谷区文化総合センター大和田で舞台化されることが発表された[1]。
  - 同年4月10日、TVドラマ・舞台「ギリシャ神話劇場 神々と人々の日々」公式サイトにて、2020年5月16日から5月23日までの舞台「ギリシャ神話劇場 神々と人々の日々」公演の全日程中止を発表した[6]。これは前年2019年より猛威を振るっている2019新型コロナウイルスによる感染拡大の状況を受け（「日本における2019年コロナウイルス感染症の流行状況」、「新型コロナウイルス感染症の流行 (2019年-)」、「2019年コロナウイルス感染症による社会・経済的影響」、新型インフルエンザ等対策特別措置法に基づく休業参照）、来場者の健康・安全を最優先と判断し、クラスターを発生させないための決定である。

## 登場人物
以下、登場順。
ヘラクレス
町内最強の勇者。初出は第1話。
第1話でアキレウスに勝負を挑まれる。アキレウスに弱点のかかとの話をされるうちに心配になりさするが、かかとを掴んだ際にアキレウスが死にかけたため、勝負は一度流れる。その後、アキレウスに再度勝負を挑まれるが直後にアキレウスは他のことに気をとられ勝負を忘れてしまう。
第4話では、（第1話からずっと）道の真ん中で立ち尽くしていたところ、アキレウスに勝負を挑まれる。不死身のアキレウスが殴られながらもつい挑発やあおりをいれてきたため、全身の骨を砕いてしまう。その後、アキレウスに再度出会うが、占いで疲れていたのかアキレウスは戦わず去ってしまう。その直後、ある理由で負傷してしまう。
アキレウス
ペレウスとテティスの子。最強の勇者を目指す。かかと（アキレス腱）以外は不死身の肉体。初出は第1話。
第1話では町内最強の勇者ヘラクレスに勝負を挑む。あえて弱点（かかと）を明かすことで、ヘラクレスはそこを攻撃しないと踏んで対決時に弱点を話すが、弱点のかかとを心配したヘラクレスにかかとをさすられた上に掴まれたことで、死にかける。その後、ケイロンの下で再度修行しヘラクレス再度勝負を挑むが、ペレウスとケイロンが話していた「オッサンの温度計」に興味を持ち、勝負を忘れてしまう。
第4話では、アポロンにヘラクレスに勝利する可能性を占ってもらうが、つい邪魔をしてしまい、結局勝機を逃してしまう。また、この回では、師のケイロンにも似た金銭トリックをつかおうとするが、見破られてしまう。
第7話では、テセウスがミノタウロスを退治すると聞きつけ、自分もミノタウロスを退治するための修行を行う。
ペレウス
アキレウスの父。勇者。初出は第1話。
第1話ではヘラクレスとケイロンの回想に登場。ドッキリで目の前のケーキが爆破される。その後、ケイロンに「オッサンの温度計」をプレゼントされ怒りを表すが、その後はそれを重宝するようになる。
テティス
アキレウスの母。海の女神。初出は第1話。
第1話ではアキレウスの回想にのみ登場。彼女がアキレウスの体を冥界のステュクス河につけて不死身にした際、掴んでいたかかとの部分のみ不死身にならなかった。
ケイロン
ケンタウロス族。アキレウスとアスクレピオンの師。守銭奴。初出は第1話。
第1話ではヘラクレスとの戦いで死にかけたアキレウスを鍛え直し（月謝：基本コース10,000円）、第7話ではミノタウロス用のトレーニングでアキレウスを鍛える（月謝：ミノタウロスコース15,000円（キャンペーン時価格））。
第2話では「ポセイドンランド」の経営についてポセイドンからアドバイスを求められ、「ポセイドンランド」を見学し収入を倍にするアドバイスを送り、第11話では、治療に来たエロスにバカ高い軟膏を売りつけようとする。
第3話ではケイロン自身は登場しないが、ケイロンの自伝が登場する（1冊：2,980円）。
ポセイドン
海神。オリュンポス十二神。初出は第2話。
第2話では息子のトリトンと海の動物園「ポセイドンランド」を経営している。「ポセイドンランド」の経営についてケイロンにアドバイスを求める。
トリトン
ポセイドンの息子。半人半魚。初出は第2話。
第2話では父親のポセイドンと海の動物園「ポセイドンランド」を経営している。チュロスやイルカの餌を、陸を這いながら売る。
エロス
愛の神。エロへの執着心があるが、それを隠そうとしている。初出は第3話。
第3話では、自分の名前のイメージを払拭するため、アポロンに占ってもらう。
第10話では、女湯を覗くため飛ぼうとするが、それまで飛んでいなかったため、うまく飛べず、つい翼を引きちぎってしまう。第11話では、引きちぎれた翼が治る手段をアポロンに占ってもらい、アスクレピオスとケイロンという2人の医師を紹介される。
ゼウス
オリュンポス十二神。初出は第3話。
アポロン
予言の神。占いの際は回転しながら水晶玉を叩く。オリュンポス十二神。初出は第3話。
第3話では、エロスの本来の姿を占い、第4話ではアキレウスがヘラクレスに勝利する可能性を占うが、アキレウスに邪魔されてしまう。
第6話では、水晶玉が重いからと蹴り飛ばしていたら、蹴り損なってしまい、テセウスに割られてしまう。第11話では、水晶玉が割れてしまったため手相占いを開始。
テセウス
アイゲウスの息子。初出は第5話。
第5話では、アテナイ商店街の「自称ブレーン」として知恵をしぼるが、画才や商才がないことが明らかになる。第6話では、さらに料理の才能もないことが発覚するが、アテナに戦いの才能を見出され勇者になることを薦められる。
アテナ
戦いの神。ミス・アテナイ商店街。オリュンポス十二神。初出は第5話。
第5話では、戦いの神がミスをつとめるアテナイ商店街がミュケナイ商店街に負けないようにと、勝手に会合を開く。
第6話では、テセウスの料理のトレーニングを見学中、戦いの才能を見出し勇者になることを薦める。
アイゲウス
テセウスの父親。「喫茶アクロポリス」の店主。若者の流行りに無理に付いていこうとしてから回りしている。初出は第5話。
第5話では商店街の会合に参加。第6話ではギックリ腰になった後、テセウスの料理で死にかける。
ミノタウロス
クレタ町の牛の怪物。初出は第6話。
第6話では名前のみ登場。第7話では姿と技が判明するのみにとどまっている。
第8話では、ラビュリントスを作ったダイダロスに対して、ラビュリントスが迷宮になってないことの文句を言う。
ダイダロス
クレタ町の名工。イカロスの父親。初出は第8話。
第8話では、ミノタウロスのラビュリントスに対する文句に対してラビュリントスの複雑さや機能を説明する。
イカロス
ダイダロスの息子。空を飛ぶことを夢見る少年。初出は第9話。
第9話では、作った翼で空を飛ぼうとするが、失敗して落下。ダイダロスに救われる。第10話では、憧れの翼を持つエロスへの思いが描かれる。
ナウクラテ
イカロスの母親。初出は第9話。
第9話ではイカロスの回想にのみ登場。よく町長のミノスのモノマネをしている。
ミノス
クレタ町の町長。初出は第9話。
第9話ではイカロスの回想にのみ登場。よくイカロスの母親にネタにされている。
アスクレピオス
医師。初出は第11話。
第11話では、エロスの治療を行うが、アスクレピオスが傷口を見せたがるために逃げ出されてしまう。
ハデス
冥界の神。初出は第12話。
冥界の掟に背く者があらわれる度に、彼らを抹消しようとするが、毎回うまくゆかない。台詞を喋る際の吹き出しやフォントには、他の登場人物達とは異なる演出がなされている。
アレス
戦いの神。初出は第14話。
戦いの神であるがゆえ、自身を強いと思っているが、実際はかなり弱い。しかし様々な理由をつけ、そのことを認めようとしない。
ヘルメス
旅人の神。初出は第17話。
世界のどこまでもゆける機動力を持ち、神々の使者の役目をまかされている。仕事の早さにプライドを持っている。
ヘパイストス
鍛冶の神。初出は第19話。
アポロンが占いに使用する水晶玉を作ったが、その水晶玉は、使いすぎると気持ち悪い汁が出てくるという代物であった。
イリス
虹の神。初出は第22話。
アレスに恋をしたことがきっかけでスランプに陥り、おかしな色の（かつ悪臭を伴う）虹しか作れなくなってしまう。
ヘラ
ゼウスの妻。初出は第22話。
スランプ中のイリスが生み出してしまった暴れまわる虹を押さえつけ、彼女にアドバイスをした。
ベレロポン
ペガサスに乗った勇者。初出は第24話。
頭髪は禿げ上がっており、出っ歯でブリーフ一枚という風貌の持ち主。
アリアドネ
ミノスの娘。初出は第27話。
ミノタウロスを退治した勇者テセウスに憧れている。
ナルキッソス
初出は第29話。
外見はいたってさえない姿だが、自分のことを美しいと思い込んでいる、（自称）少年。
イアソン
勇者。初出は第30話。
冒険に憧れており、金の羊の毛皮を求めて旅に出ようとするが、まともに人に話しかけることも出来ない性格である。
デメテル
豊穣の女神。初出は第34話。
娘ペルセポネにハデスから送られてきたラブレターを見るが、良い反応は示さなかった。
ペルセポネ
デメテルの娘。初出は第34話。
ノリの軽い女性。彼女に一目惚れしたハデスからラブレターを受け取り、満更でもない様子を見せた。
ヘベ
初出は第39話。
青春の女神。青春を謳歌する若者たちのことを好ましく思っており、青春らしいシチュエーションに反応する。
クロノス
時の神。初出は第41話。
夏休みの宿題を怠けたイカロスのため、時間を過去に戻した。
アルテミス
狩猟の女神。初出は第45話。
弓の練習で射た矢を、通りすがりのアキレウスに当ててしまう。
パトロクロス
アキレウスの友人。初出は第47話。

## 書誌情報
- 増田こうすけ 『ギリシャ神話劇場 神々と人々の日々』 集英社〈ヤングジャンプコミックス改〉、全4巻
  1. 2013年5月10日発売[7]、ISBN 978-4-08-879573-7
  2. 2016年1月19日発売[8]、ISBN 978-4-08-890421-4
  3. 2019年9月19日発売[9]、ISBN 978-4-08-891418-3
  4. 2022年4月4日発売[10][11]、ISBN 978-4-08-892319-2

## テレビドラマ
2020年4月7日（6日深夜）からTOKYO MX（BS11は10日〈9日深夜〉）において放送。全12話。

### キャスト
- エロス - 馬場良馬[1]
- イカロス - 杉本陣[1]
- テセウス - 山本一慶[1]
- ヘラクレス - 小南光司[1]
- アキレウス - 永田聖一朗[1]
- イアソン - 秋葉友佑[1]
- アポロン - 瑛[1]
- アテナ／パンドラ - 宮崎湧[1]
- アレス／ペルセポネ／トリトン - 加藤将[1]
- ヘルメス - 黒貴[1]
- ハデス／アイゲウス - 寿里[1]
- アルゴス／デメテル／ヘラ - 南米仁
- ナルキッソス - いーま
- ミノタウロス／オルペウス／イアソン父 - 和泉宗兵[1]
- ベレロポン／ポセイドン／ヘパイストス／ヒュプノス - 宮下雄也[1]
- ケイロン／ダイダロス／モルペウス - オラキオ[1]